# Chaetostomella erdenezuu
Chaetostomella erdenezuu es una especie de insecto del género Chaetostomella de la familia Tephritidae del orden Diptera.

## Historia
Dirlbekova la describió científicamente por primera vez en el año 1982.